# Matías Galvaliz
Matías Alejandro Galvaliz (ur. 6 czerwca 1989 w Rosario) – argentyński piłkarz pochodzenia włoskiego występujący na pozycji ofensywnego pomocnika, od 2023 roku zawodnik nikaraguańskiego Diriangén.